# Прокофьев, Артём Вячеславович
Артём Вячеславович Прокофьев (род. 31 декабря 1983, Казань, РСФСР, СССР) — российский политический деятель, депутат Государственной думы VIII созыва от КПРФ (с 2021 года), член фракции КПРФ, член Комитета Государственной Думы по туризму и развитию туристической инфраструктуры, депутат Государственного Совета Татарстана (с 2009 по 2021 год), член ЦК КПРФ, кандидат политических наук.

## Биография

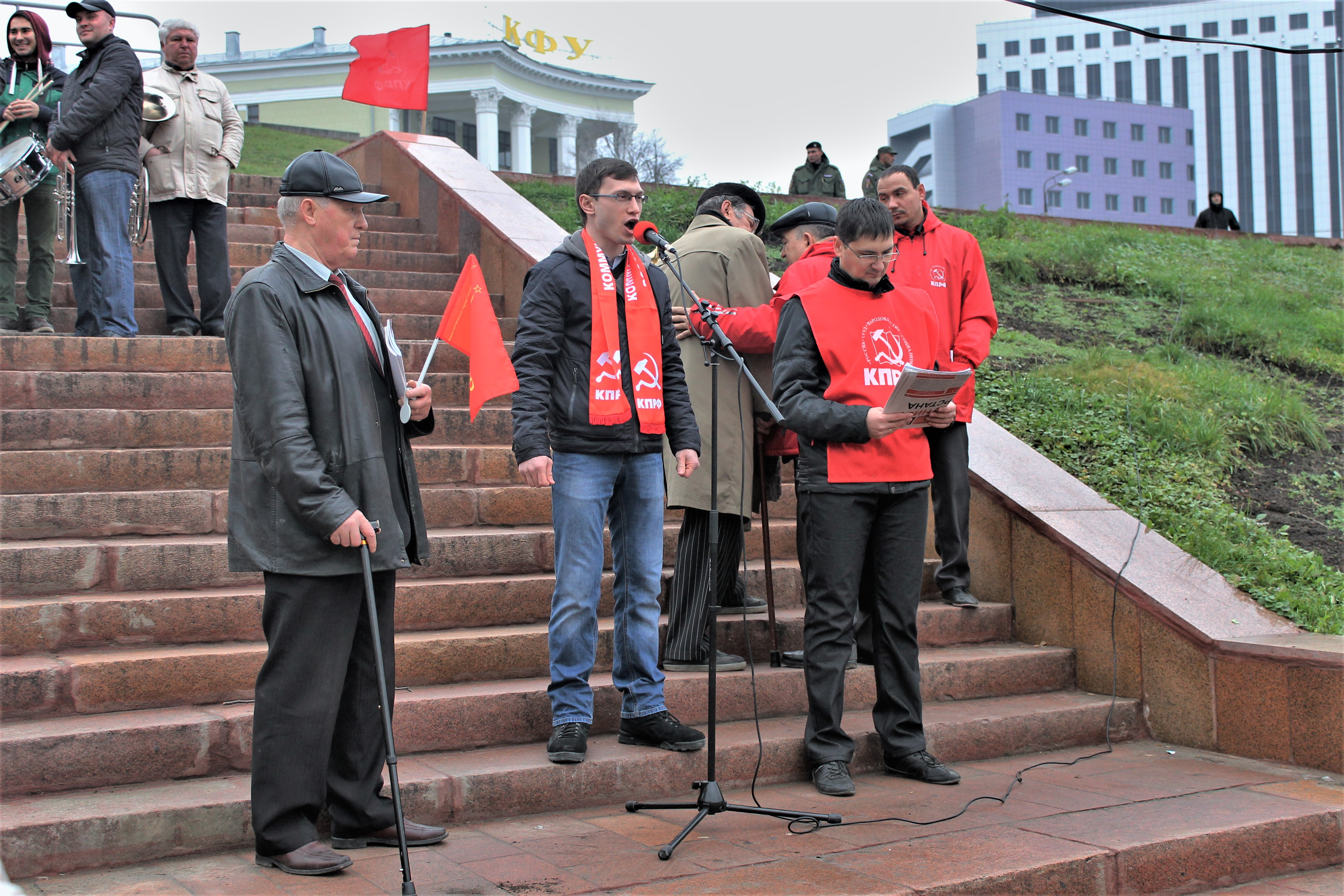
Артём Прокофьев выступает на митинге КПРФ в Казани, 2013 год

Артём Прокофьев родился 31 декабря 1983 года в Казани. В 2001 году окончил гимназию № 102 имени М. С. Устиновой, в 2006 — факультет международных отношений и политологии Казанского государственного университета, в 2018 — Университет управления «ТИСБИ» по специальности «Экономика» и Казанский инновационный университет имени В. Г. Тимирясова по направлению «Юриспруденция». В 2021 году окончил магистратуру Казанского инновационного университета имени В. Г. Тимирясова по профилю «Юриспруденция». Кандидат политических наук, автор двух монографий.
Политическую карьеру Прокофьев начал в отделе ЦК КПРФ по проведению избирательных кампаний в качестве политтехнолога. В 2007—2010 годах заведовал сектором политических технологий отдела ЦК КПРФ по информационно-аналитической работе и проведению выборных кампаний. Участвовал в подготовке и проведении выборов различного уровня. В 2011—2014 годах был заместителем заведующего отделом ЦК КПРФ по информационно-аналитической работе и проведению выборных кампаний.В 2009 году Прокофьев был избран депутатом Государственного Совета Республики Татарстан IV созыва по партийному списку КПРФ, в 2014 и 2019 годах был переизбран. В VI созыве был заместителем председателя комитета по социальной политике. На выборах в Государственную думу в сентябре 2021 года был поддержан умным голосованием в одномандатном округе 31, но занял только второе место. Получил мандат депутата по списку КПРФ.
Из-за поддержки российской агрессии и нарушения территориальной целостности Украины во время российско-украинской войны находится под персональными международными санкциями разных стран — всех государств Европейского союза, Великобритании, Соединенных Штатов Америки, Канады, Швейцарии, Австралии, Японии, Украины, Новой Зеландии.